# Holstenshuus

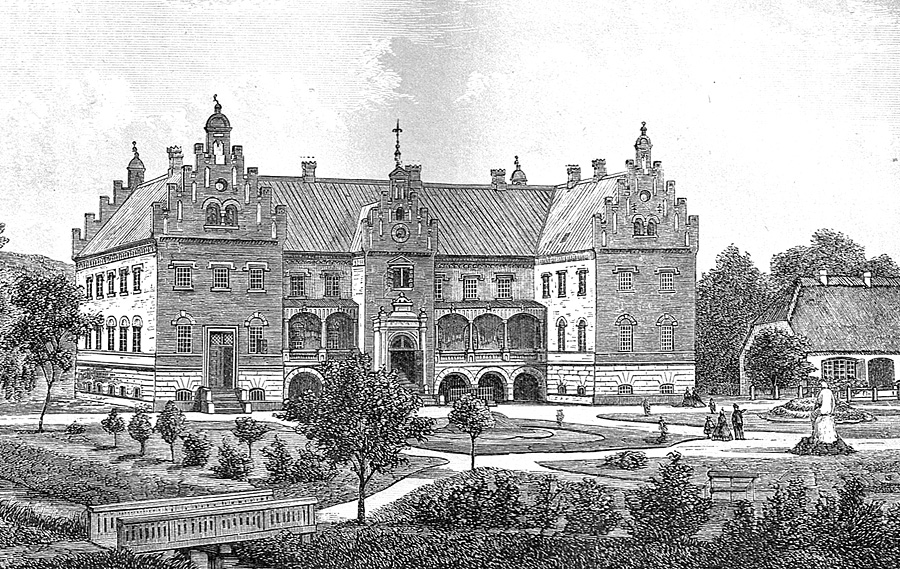
Holstenshuus omkring 1867.

Holstenshuus är ett gammalt slott på södra Fyn, Danmark.
Slottet kallades ursprungligen Findstrup och omtalas i skriftliga källor första gången 1312. Det tillhörde då riddaren Gotschalk Litle, som samma år förklarade fredlös på grund av sin fiendskap med Erik Menved. Slottet tillföll senare kronan, kom sedan till ätten Westerman och ätten Rantzau. 1707 köptes det av överstelöjtnant Christian Adolph von Holsten och dennes bror, Godske Ditlev Holsten. Efter att Christian år 1710 stupat vid Slaget vid Helsingborg övertog Godske godset helt. Han förenade det 1723 med Langesö gods och gav det namnet Holstenshuus. Adam Christopher Holsten-Carisius lät arkitekten H.A.W. Haugsted uppföra en så gott som helt nybyggd huvudbyggnad, färdigställd 1865.
År 2013 tillhörde Holsteenhus Ditlev Alexander Berner, en ättling till Christian Adolph von Holsten.

## Ägarelängd
- (1314) Gotskalk Litle
- ( -1447) Anders Jensen Passow
- ( -1528) Anne Andersdatter Passow, gift Walkendorff
- (1528- ) Inger Walkendorff, gift Urne
- ( -1543) Knud Urne
- (1543-1555) Inger Walkendorff, gift Urne
- (1543- ) Alhede Urne, gift Venstermand
- ( -1551) Jørgen Venstermand
- (1551-1606) Knud Venstermand
- (1606-1618) Kirsten Knudsdatter Venstermand, gift Grubbe
- (1619- ) Jørgen Grubbe
- ( -1622) Frederik von Rantzau
- (1622-1636) Mogens Gyldenstjerne till Fulltofta
- (1636-1652) Jørgen Schult
- (1652-1684) Anna Margrethe von Götzen, gift Schult
- (1684-1704) Diderik Schult
- (1704-1707) Ermegaard Sophie Gabel, gift Schult
- (1707-1710) Christian Adolph von Holsten
- (1710-1745) Godske Ditlev von Holsten
- (1745-1801) Adam Christopher von Holsten
- (1801-1825) Ditlev von Holsten
- (1825-1849) Hans von Holsten
- (1849-1879) Adam Christopher Holsten-Charisius
- (1879-1906) Sophie Magdalene Holsten, gift Berner
- (1906-1923) Adam Christopher Berner-Schilden-Holsten
- (1923-1928) Ebbe Helmuth Adam Berner
- (1923-1950) Hans Heinrich Adam Berner-Schilden-Holsten
- (1923-1962) Jørgen Alexander Adam Berner
- (1962-2000) Gustav Alexander Berner
- (1990- ) Ditlev Alexander Berner